# Болярка (Чоповицький район)
Болярка (рос. Балярка) — колишній хутір у Татарновицькій волості Овруцького й Коростенського повітів Волинської губернії та Юзефівській сільській раді Народицького, Малинського і Чоповицького районів Коростенської й Волинської округ, Київської області.

## Історія
У березні 1921 року, в складі Татарновицької волості, увійшов до новоствореного Коростенського повіту Волинської губернії. У 1923 році включений до складу новоствореної Юзефівської сільської ради, котра, від 7 березня 1923 року, стала частиною новоутвореного Народицького району Коростенської округи. За іншими даними, хутір значиться в складі сільської ради 17 грудня 1926 року. 23 лютого 1927 року, в складі сільської ради, підпорядкований Чоповицькому району Коростенської округи, 5 лютого 1931 року — до складу Малинського району, 17 лютого 1935 року повернутий до складу відновленого Чоповицького району Київської області.
Знятий з обліку населених пунктів до 1 жовтня 1941 року.